# 草屯一交流道
草屯一交流道位於臺灣南投縣草屯鎮，為臺灣台63線指標14公里處的交流道，僅南出北入，連接台63甲線，可由此交流道前往草屯市區。
|  | 出口 草屯一 |  | 草屯 |